# Point Barrow

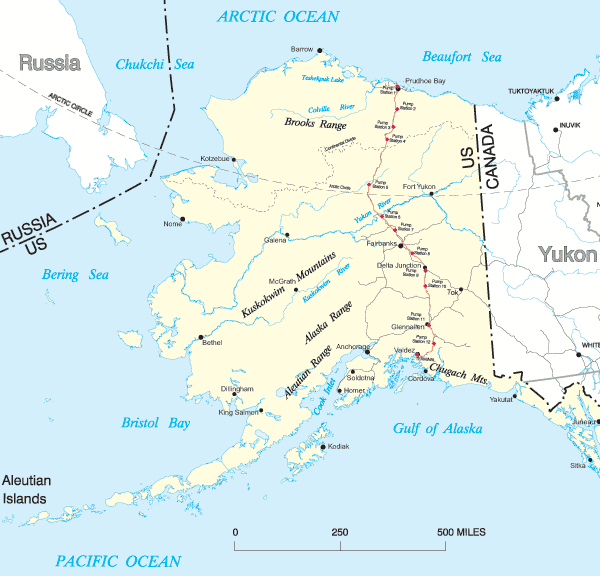
Lägeskarta.

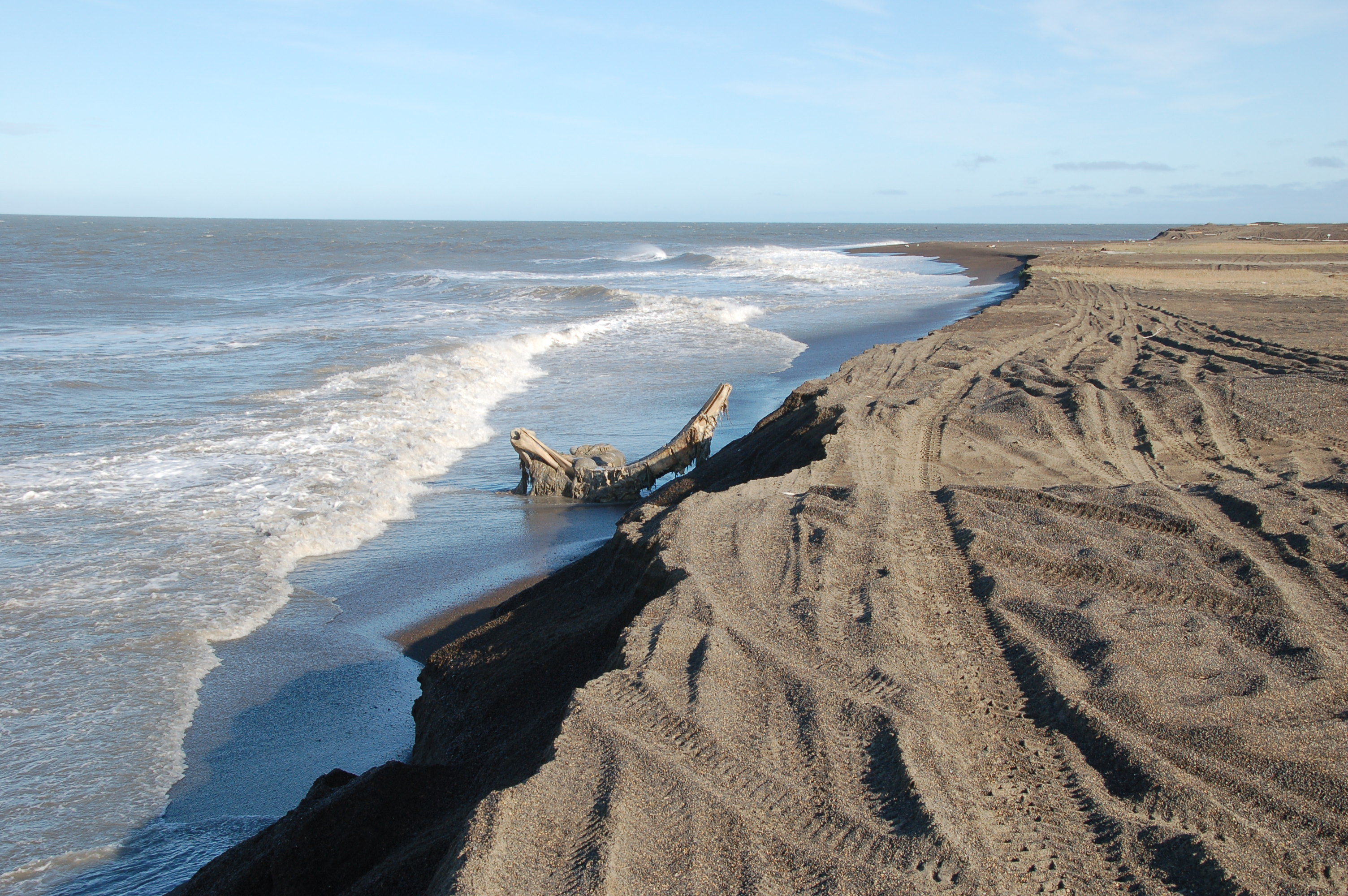
Kusten i Utqiaġvik.

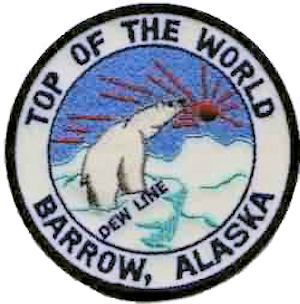
Point Barrow Emblem (USAF).

Point Barrow (engelska Point Barrow, iñupiaq Nuwak, tidigare Cape North) är en udde i regionen Alaska North Slope i norra Alaska. Udden är den nordligaste punkten i USA och är en av världens yttersta platser. Den nordligaste punkten på Nordamerikas fastland är Murchisonhalvön cirka 65 km norrut i Kanada.

## Geografi
Point Barrow ligger längst norrut i regionen Alaska North Slope cirka 20 km nordöst om staden Utqiaġvik (tidigare Barrow) i Norra ishavet mellan Tjuktjerhavet i väst och Beauforthavet  i öst. Nordpolen ligger cirka 2000 km norr om Point Barrow.
Förvaltningsmässigt utgör udden en del av staden Utqiaġvik som är huvudort i distriktet North Slope Borough.

## Historia
Området har varit bebott av inuiter i över tusen år.
Point Barrow namngavs 1826 av den brittiske upptäcktsresanden Frederick William Beechey efter den brittiske historikern John Barrow.
Åren 1907 till 1914 utforskades och kartlades området av Ernest Leffingwell under dennes expeditioner i området.
Den 22 april 1928 startade Hubert Wilkins och Carl Eielson sin transarktiska flygning till Spetsbergen från Point Barrow.
Mellan åren 1965 och 1972 användes Point Barrow som startplats för sondraketer.
I oktober 1988 fastnade några gråvalar nära udden i packisen, slutligen lyckades ryska isbrytare skapa en fri led till havet. Insatsen kallades ”Operation Breakthrough“. Denna händelse blev grunden till långfilmen Big Miracle från 2012 med Drew Barrymore och John Krasinski.